# John Townsend Trowbridge
John Townsend Trowbridge (18 de Setembro de 1827 – 12 de Fevereiro de 1916) foi um escritor americano nascido em Ogden, Nova Iorque (Estados Unidos), filho de Windsor Stone Trowbridge e de Rebecca Willey. Os seus trabalhos estão na biblioteca Houghton na Universidade de Harvard.